# Britannia Mews
Britannia Mews is een Britse dramafilm uit 1941 onder regie van Jean Negulesco. In de Verenigde Staten werd de film uitgebracht onder de titel The Forbidden Street.

## Verhaal
Adelaide is een Britse vrouw van rijke komaf in de 19e eeuw. Ze verkwanselt haar goede naam door een mesalliance met de arme kunstenaar Henry Lambert. Na de dood van haar man wordt ze afgeperst door een oude vrijster.

## Rolverdeling
| Acteur             | Personage                          |
| ------------------ | ---------------------------------- |
| Dana Andrews       | Henry Lambert / Gilbert Lauderdale |
| Maureen O'Hara     | Adelaide Culver                    |
| Sybil Thorndike    | Mevrouw Mounsey                    |
| Fay Compton        | Mevrouw Culver                     |
| A.E. Matthews      | Mijnheer Bly                       |
| Diane Hart         | Blazer                             |
| Anne Butchart      | Alice Hambro                       |
| Wilfrid Hyde-White | Mijnheer Culver                    |
| Anthony Tancred    | Treff Culver                       |
| Herbert C. Walton  | Old 'Un                            |
| Mary Martlew       | Milly Lauderdale                   |
| June Allen         | Adelaide Culver (als kind)         |
| Susanne Gibbs      | Alice (als kind)                   |
| Heather Latham     | Blazer (als kind)                  |